# Maleylacetoacetat isomerase
Trong enzyme học, menylacetoacetate isomerase (EC 5.2.1.2) là enzyme xúc tác cho phản ứng hóa học
4-maleylacetoacetate {\displaystyle \rightleftharpoons } 4-fumarylacetoacetate
Enzyme này thuộc họ enzyme isomerase, cụ thể là cis - trans isomerase. Tên hệ thống của lớp enzyme này là 4-maleylacetoacetate cis-trans-isomerase.
4-Maleylacetoacetate isomerase là một enzyme liên quan đến sự thoái hóa của L-phenylalanin. Enzyme được mã hóa bởi gen glutathione S-transferase zeta 1, hoặc GSTZ1. Enzyme này xúc tác cho sự chuyển đổi 4-maleylacetoacetat thành 4-fumarylacetoacetat. 4-Maleylacetoacetate isomerase thuộc nhóm zeta của siêu họ glutathione S-transferase (GST).

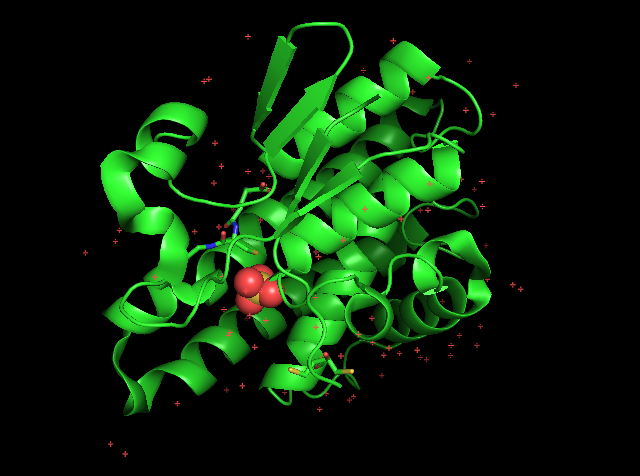
Hình ảnh cấu trúc của 4-maleylacetoacetate isomerase, màu đỏ là vị trí gắn glutathione.

## Cơ chế
Trong con đường thoái hóa phenylalanin, isomase 4-maleylacetoacetate xúc tác phản ứng cis-trans isomer hóa của 4-maleylacetoacetate thành fumarylacetoacetate. 4-maleylacetoacetate isomerase đòi hỏi cofactor glutathione để hoạt động. Ser 15, Cys 16, Gln 111 và lưỡng cực xoắn alpha 1 của enzyme ổn định dạng thiolate của glutathione sẽ kích hoạt enzyme tấn công carbon alpha của 4-maleylacetoacetate, làm phá vỡ liên kết đôi và cho phép nhóm chức xoay quanh trục của liên kết đơn.  

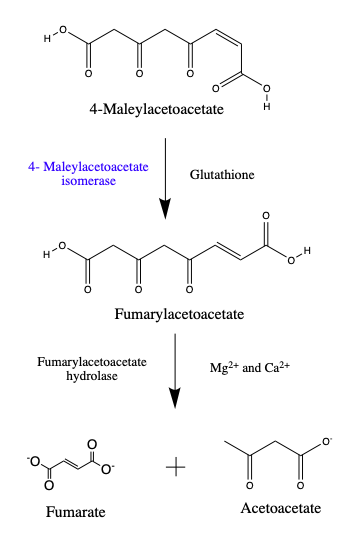
Hình ảnh biến đổi 4-maleylacetoacetate thành fumarate và acetoacetate nhờ các enzyme xúc tác và cofactor.

4-maleylacetoacetate biến đổi thành 4-fumarylacetoacetate, hợp chất này phân hủy thành fumarate và acetoaxetat nhờ enzyme fumarylacetoacetate hydrolase.
Việc chuyển đổi 4-maleylacetoacetate thành fumarylacetoacetate là một bước trong quá trình dị hóa phenylalanine và tyrosine, amino acid thu được thông qua tiêu thụ protein trong chế độ ăn uống. Khi isomerase 4 maleylacetoacetate không thể hoạt động, 4-maleylacetoacetate sẽ chuyển đổi thành succinylacetoacetate và tiếp tục chia tách thành succinate và acetoacetate nhờ hydrolase fumarylacetoacetate.

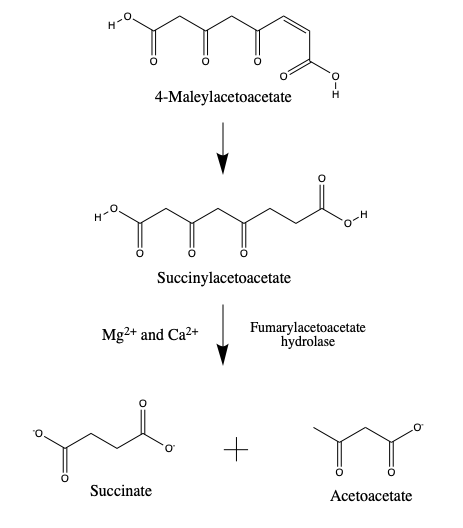
Hình ảnh con đường 4-maleylacetoacetate biến đổi khi không có 4-maleylacetoacetate isomerase.

## Enzyme liên quan
Các enzyme khác liên quan đến quá trình dị hóa của phenylalanine bao gồm phenylalanine hydroxylase, aminotransferase, p-hydroxyphenylpyruvate dioxygenase, homogentisate oxyase và fumarylacetoacetate hydrolase. Đột biến một số enzyme này có thể dẫn đến các bệnh nghiêm trọng như phenylketon niệu, alkapton niệu và tyrosin máu.
Gen GSTZ1 nằm trên nhiễm sắc thể 14q24.3.